# О’Риордан, Джоанна
Джоанна О’Риордан (англ. Joanne O'Riordan; род. 24 апреля 1996, Корк, Ирландия) — ирландская активистка и спортивный журналист The Irish Times. Является одним из семи ныне живущих людей, родившихся с синдромом тетраамелии. Выступала в ООН и обсуждала технологии с Массачусетским технологическим институтом и Apple. Названа «Человеком года» в 2012 и в 2013 годах.

## Активизм
После развития «случайной одержимости» лидером политической партии Фине Гэл и премьер-министром Ирландии Эндой Кенни, Джоанна взяла утренний перерыв в школе, чтобы встретиться с Кенни во время ирландской всеобщей избирательной кампании.
Кенни снялся в видео, где поклялся, что он не будет сокращать финансирование помощи по инвалидности, если его изберут на выборах. Однако после избрания он всё же сократил финансирование, и О’Риордан написала письмо с разочарованием. Её публичная конфронтация с премьером способствовала росту её популярности. Позднее правительство изменило своё решение по финансированию. Позже О'Риордан объяснила: 

Я думала, что Энда Кенни был классным парнем, знаете, он всегда казался очень расслабленным и лёгким в общении. Так что я пошла только для фотки, и один из наших соседей сказал: «Почему бы вам не спросить его о людях с ограниченными возможностями?». Так я и сделала, и местное телевидение это записывало, потому что это было большое событие для Милстрита, ведь у нас новый премьер-министр. Я полагаю, что это была одна действительно маленькая вещь, которую ты просто делаешь, и она просто превратилась в большую вещь.

Вскоре О'Риордан пригласили появиться на The Late Late Show. Это ещё больше привлекло её внимание. В преддверии своего второго появления в июне 2012 года The Irish Times описала О’Риордан как «одного из гостей шоу в последние годы, который оказал наибольшее влияние на зрителей».
В апреле 2012 года О’Риордан выступила перед ООН в Нью-Йорке, выступая с речью об использовании технологий, предложив присутствующим создать для неё робота, после её выступления последовали бурные аплодисменты.
Её брат Стивен снял фильм о её жизни под названием No Limbs No Limits.

## Награды
О’Риордан получила премию Cork Person of the Month Award, номинированную депутатом Европарламента Брайаном Кроули. В сентябре 2012 года она была названа «Молодым человеком года» на церемонии вручения премии Ireland People of the Year Awards.
В 2014 году журналистка была удостоена премии «Выдающийся молодой человек года», награждённой Международной Молодёжной Палатой.
В 2016 году на фестивале Святого Патрика О'Риордан приняла участие в качестве «самого молодого в истории» гранд-маршала.